# American Medical Women's Association
De American Medical Women's Association is een Amerikaanse beroepsorganisatie voor vrouwelijke artsen en studentes geneeskunde. De AMWA werd in 1915 opgericht, telt ongeveer 3000 leden en stelt zich tot doel vrouwengezondheid te ondersteunen en het aandeel van vrouwen binnen de medische beroepsgroepen te bevorderen.
In de beginjaren, toen mannelijke artsen in de VS nog veruit in de meerderheid waren, streed de AMWA voor meer vrouwen op diverse posities binnen de geneeskunde, waaronder het recht deel te nemen aan het militaire geneeskundig korps dat tijdens de Eerste Wereldoorlog actief was. Meer recent maakte de AMWA zich met andere organisaties sterk voor een herziening van de seksuele voorlichting die op Amerikaanse scholen wordt gegeven en die sinds de republikein Ronald Reagan weinig méér inhield dan onderwijs in onthouding.
De AMWA reikt jaarlijks vier prijzen uit aan vrouwen die aanzienlijke bijdragen hebben geleverd aan de geneeskunde. Daaronder bevindt zich de Elisabeth Blackwell Medal, vernoemd naar de eerste vrouw die in de VS de graad M.D. behaalde, voor een "vrouwelijke arts die de meest prominente bijdragen heeft geleverd aan het belang van vrouwen binnen de geneeskunde".

## Uitgaven
Onder verantwoordelijkheid van de AMWA zagen verschillende medische werken het licht. Een selectie daarvan:
- 1995 - Women's Complete Health Reference. MJF Books. ISBN 1-56731-240-3.
- 1996 - AMWA Guide to Cancer & Pain Management. New York, Dell. ISBN 0-440-22250-8.
- 1996 - AMWA Guide to Pregnancy and Childbirth. New York, Dell. ISBN 0-440-22246-X.